# Felgueras
San Lorenzo de Felgueras o Felgueras es una parroquia del concejo de Lena en el Principado de Asturias, España. Tiene 20,8 km², 177 habitantes y está situada en el Valle de Lena.

## Núcleos

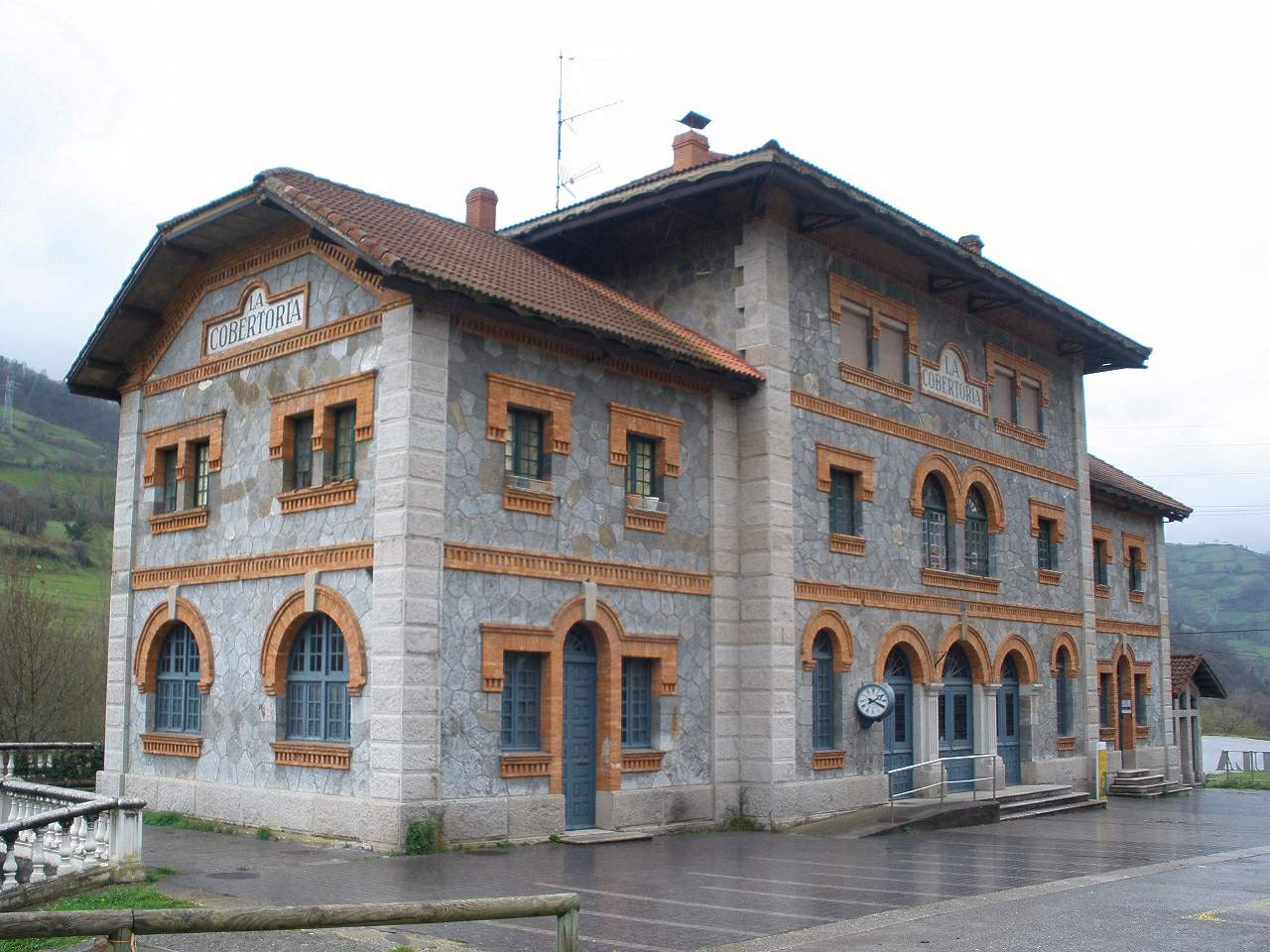
Antigua estación de tren, hoy apeadero, de La Cobertoria, en Felgueras.

La parroquia está formada por las siguientes localidades:
Pueblos
- Alceo
- Felgueras
- Las Campas
- Los Consorios
- Palacio
- Santa Cristina

Caserías
- La Covecheta
- La Malata
- Valgüena

## Monumentos
En esta parroquia se encuentra la iglesia de Santa Cristina de Lena, monumento prerrománico de mediados del siglo IX. Esta iglesia fue declarada Patrimonio de la Humanidad por la Unesco en diciembre de 1985.

## Medios de transporte
Para acceder a Felgueras, y a la ermita, por carretera, se debe salir de la autovía A-66, tomar la veterana N-630 (Ruta de la Plata) y ahora AS-242; y pasar por los aledaños de Vega del Rey para cruzar el puente sobre el río Lena. Tanto Felgueras como la ermita está en la margen derecha del río.